# 松下祐貴子
松下 祐貴子（まつした ゆきこ、1985年11月23日 - ）は、徳島県出身のフリーアナウンサー。オフィスキイワード大阪所属。元札幌テレビ放送(STV)アナウンサー。血液型A型。いて座。身長156.5 cm。

## 来歴
- 大阪大学法学部卒業後、2008年入社。
- 2008年7月15日 どさんこワイドの街角中継で同期入社の西森千芳、山藤美智と共に初鳴きし、前述の2人とともにドラマ三姉妹を結成（西森は2012年3月、山藤は2012年9月にそれぞれ結婚退社）。
- 2010年春 地上デジタル放送推進大使に就任。
- 2018年3月いっぱいで、退社。
- 結婚・出産を経て2020年よりフリーアナウンサーとして活動。

## 人物
- 2007年11月1日に普通自動二輪車の教習所を卒業し、中型バイクの免許を取得する。
- 好きな色は赤。
- 好きな花はタンポポ。
- ライフスタイルは勤勉･正直･感謝。
- 情報ワイド番組などに出演の際は、クレジット表記が「松下ゆきこ」となっている。
- 2016年「すすめ!みらい戦隊!!」のYouTube版「みらい戦隊外伝・その18後編」内でドラマ三姉妹の事について触れているが「人気沸騰もせず、話題にすらならず、そのまま消えていった」「会社の偉い人から「会社の傷だ」って言われた」と語っており、コーナー内でも”黒歴史”と表記され、その後も”外伝”内で度々ネタにされている。

## 過去の出演番組
- STVニュース（不定期）
- ドラマ三姉妹+長男 – ドラマ三姉妹として出演
- どさんこワイド(月 – 木) – 街角(JR札幌駅南口)中継担当 　- 2010年3月25日
- 朝6生ワイド(月 – 水)　2010年3月29日- 2011年3月
- What's New?+Cute　2010年4月15日-2012年3月24日
- どさんこワイド179
- デジタルGO!5!STV
- 1×8いこうよ!  - ナレーション担当
- たびばん
- パネルクイズ アタック25（2021年3月14日、朝日放送テレビ）